# Geely Boyue
Geely Boyue / Atlas (кит. 吉利博越, пиньинь Jílì Bóyuè) — кроссовер китайского автоконцерна Geely Automobile.

## Первое поколение (2016)
Впервые автомобиль Geely Boyue (NL-3) был представлен 26 марта 2016 года. В Южной Америке автомобиль получил название Geely Emgrand X7 Sport. На рынках Беларуси и России кроссовер появился в конце 2017 года и получил название Geely Atlas. Сборка была налажена на белорусском заводе БЕЛДЖИ. Автомобиль имел переднеприводную и полноприводную версии и оснащался атмосферными двигателями 2.0 л 4G20 139 л.с., 2.4 л 4G24 148 л.с. и 1.8 л 4G18TDB 184 л.с. в сочетании с  6‑мкпп 6MTT250 и 6‑акпп DSI575F6.

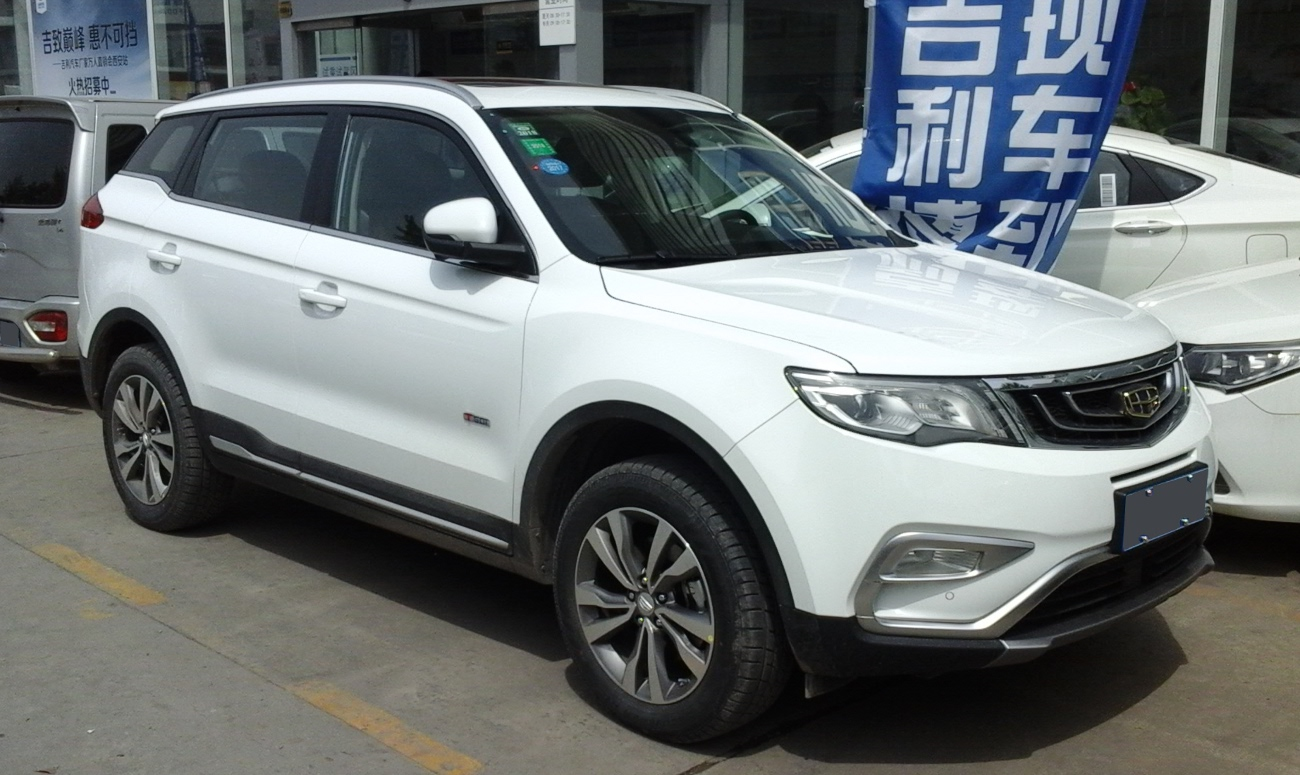
Geely Atlas спереди
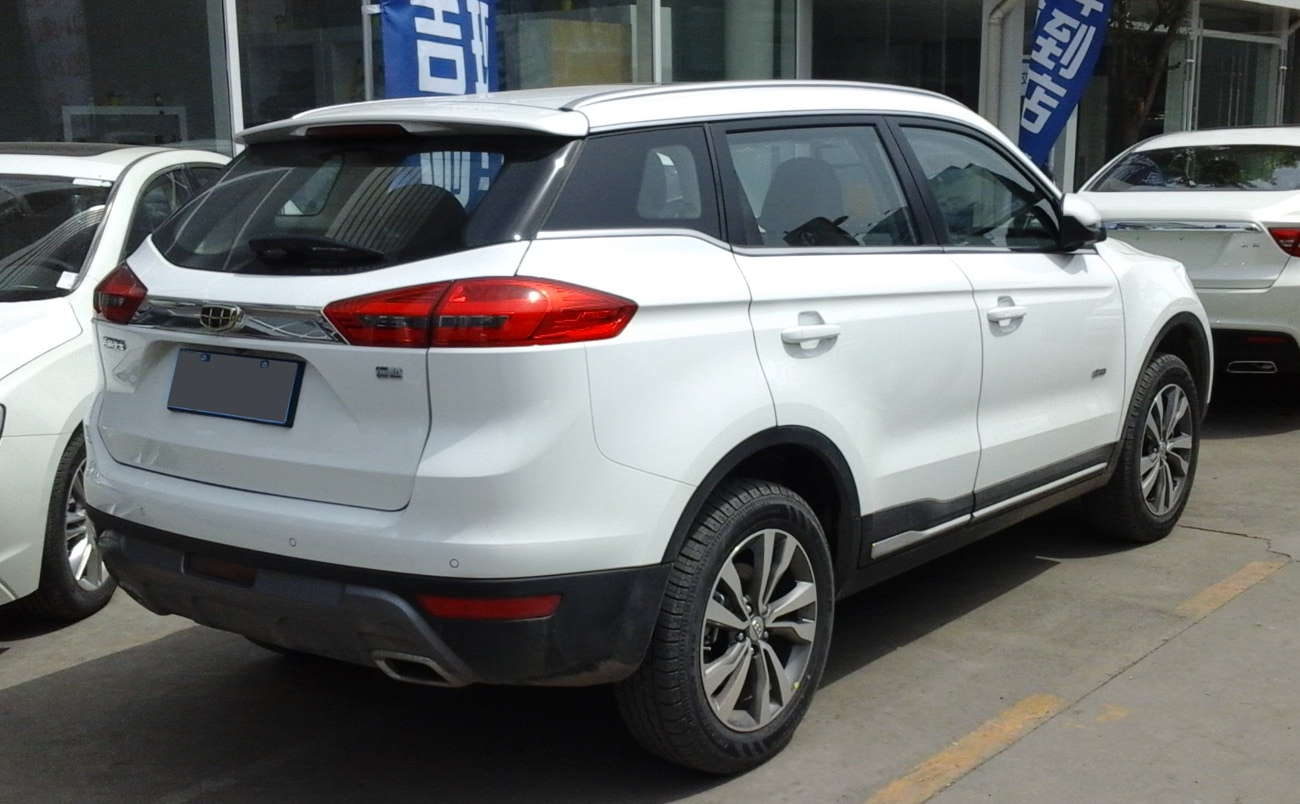
Geely Atlas сзади

### Первый рестайлинг (2019)
Рестайлинговая версия под названием Geely Boyue Pro (NL-3B) представлена в июне 2019 года. Значительно изменился дизайн передней части кузова, также небольшие изменения претерпела задняя часть кузова, а также вся светотехника автомобиля. Интерьер полностью переработан, появилась медиасистема нового поколения. Вместо двухлитрового 4-цилиндрового атмосферного двигателя под капотом разместился 3-цилиндровый турбомотор рабочим объёмом 1,5 литра, разработанный совместно с Volvo. В других странах автомобиль получил название Geely Azkarra.
На белорусском и российском рынке модель представлена под названием Geely Atlas Pro, а с лета 2024 года её сменила ребеджинговая версия BELGEE X70. Автомобиль оснащается 3-цилиндровым 1.5-литровым двигателем 3G15TD 177л.с. (150л.с. для российского рынка) в паре с 6‑акпп TF‑72SC, либо 7‑ркпп 7DCT330.

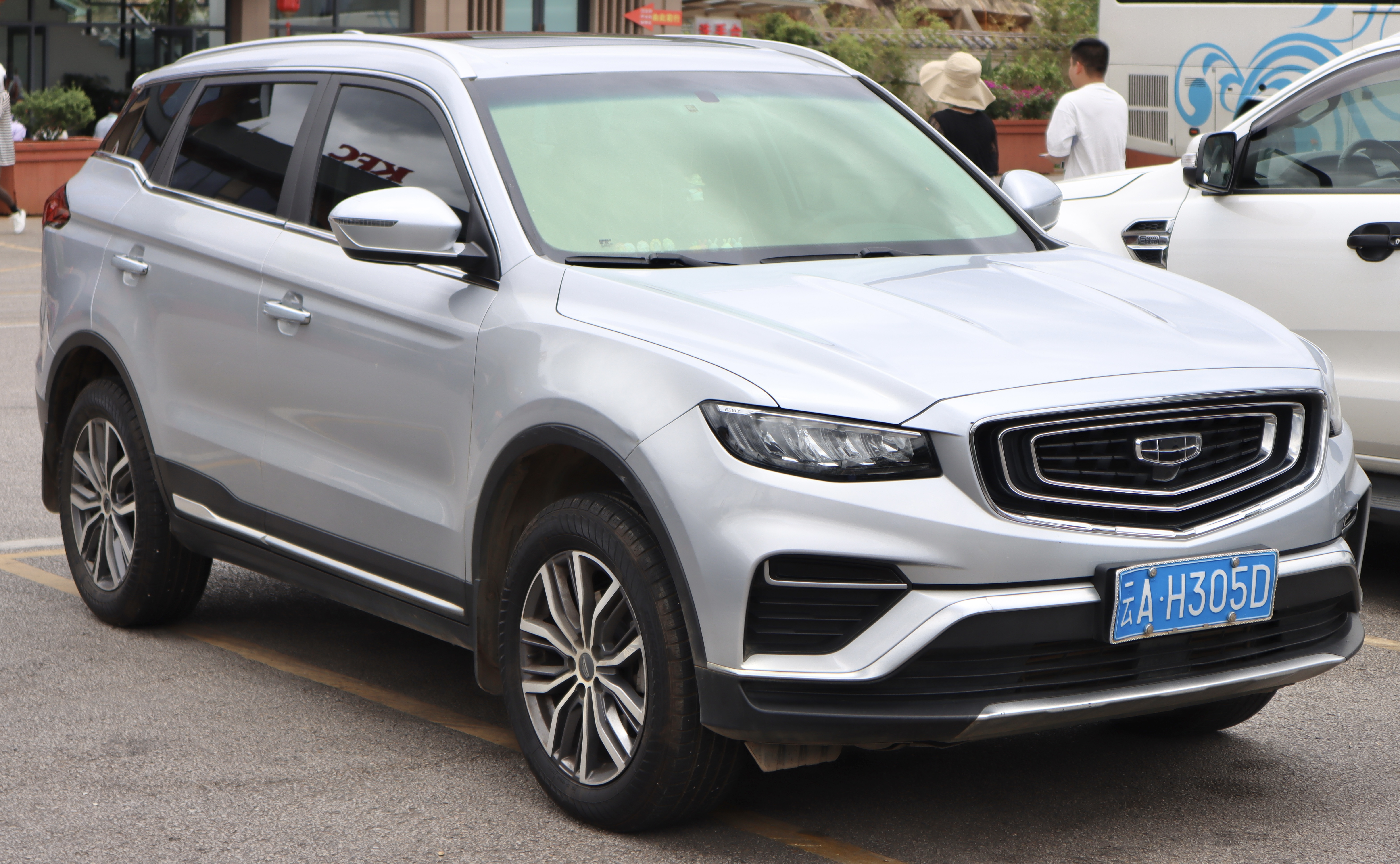
Geely Atlas Pro спереди
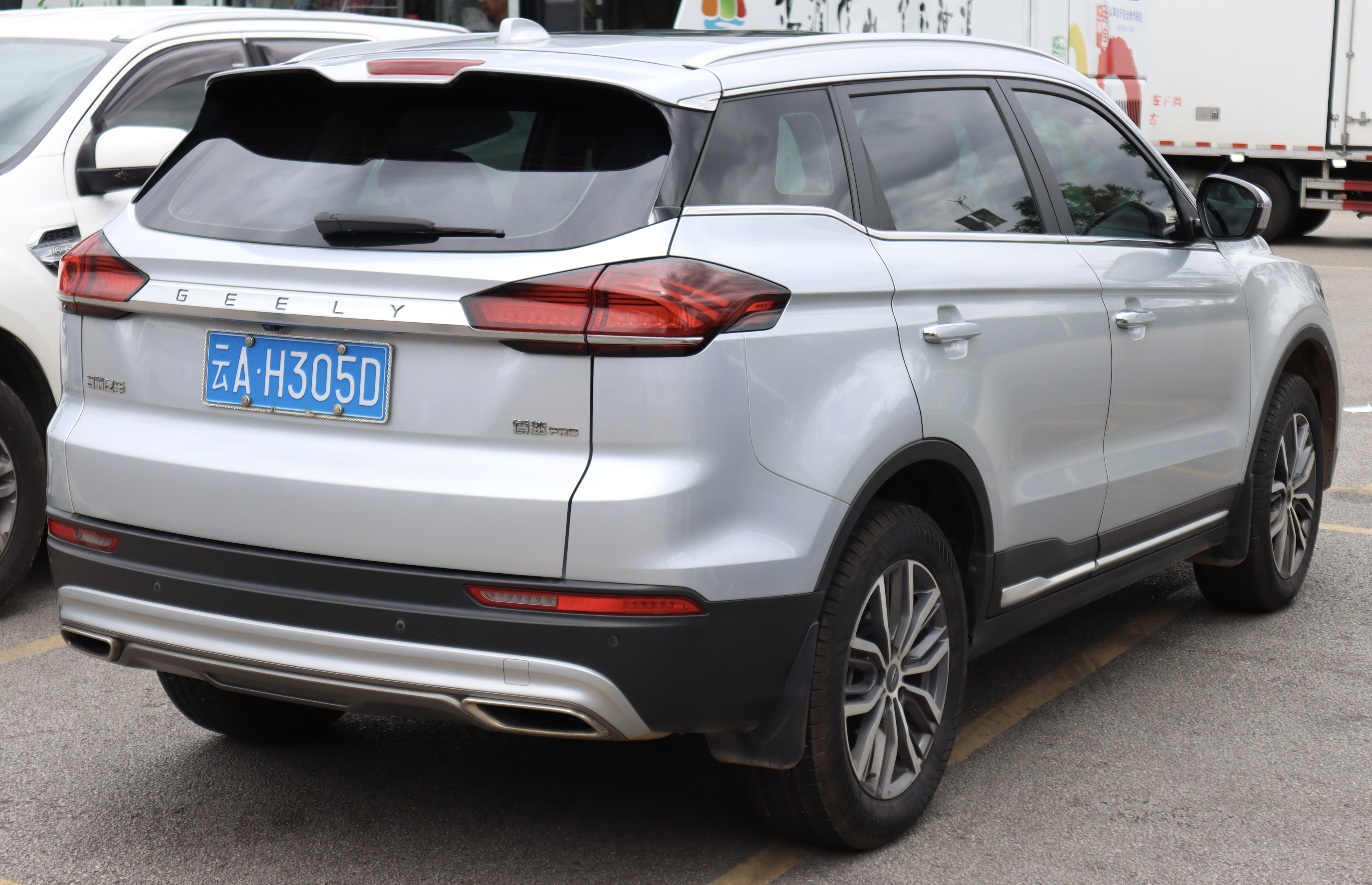
Geely Atlas Pro сзади

### Второй рестайлинг (2021)
Новая версия автомобиля была представлен в августе 2021 года под названием Geely Boyue Х. Внешне автомобиль выглядит как Geely Boyue Pro, но с дизайном в стиле Geely Vision Starburst.

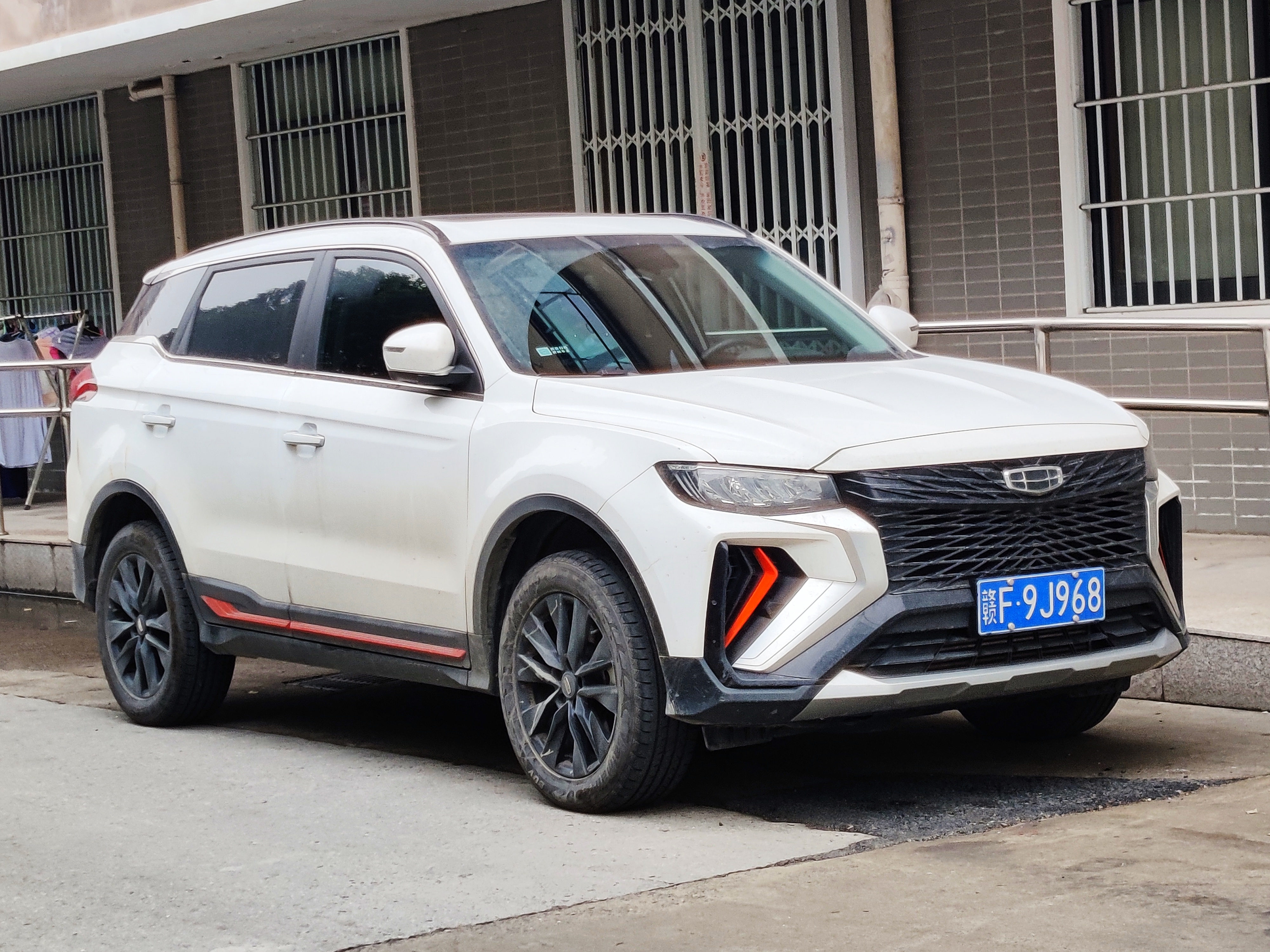
Geely Boyue X спереди
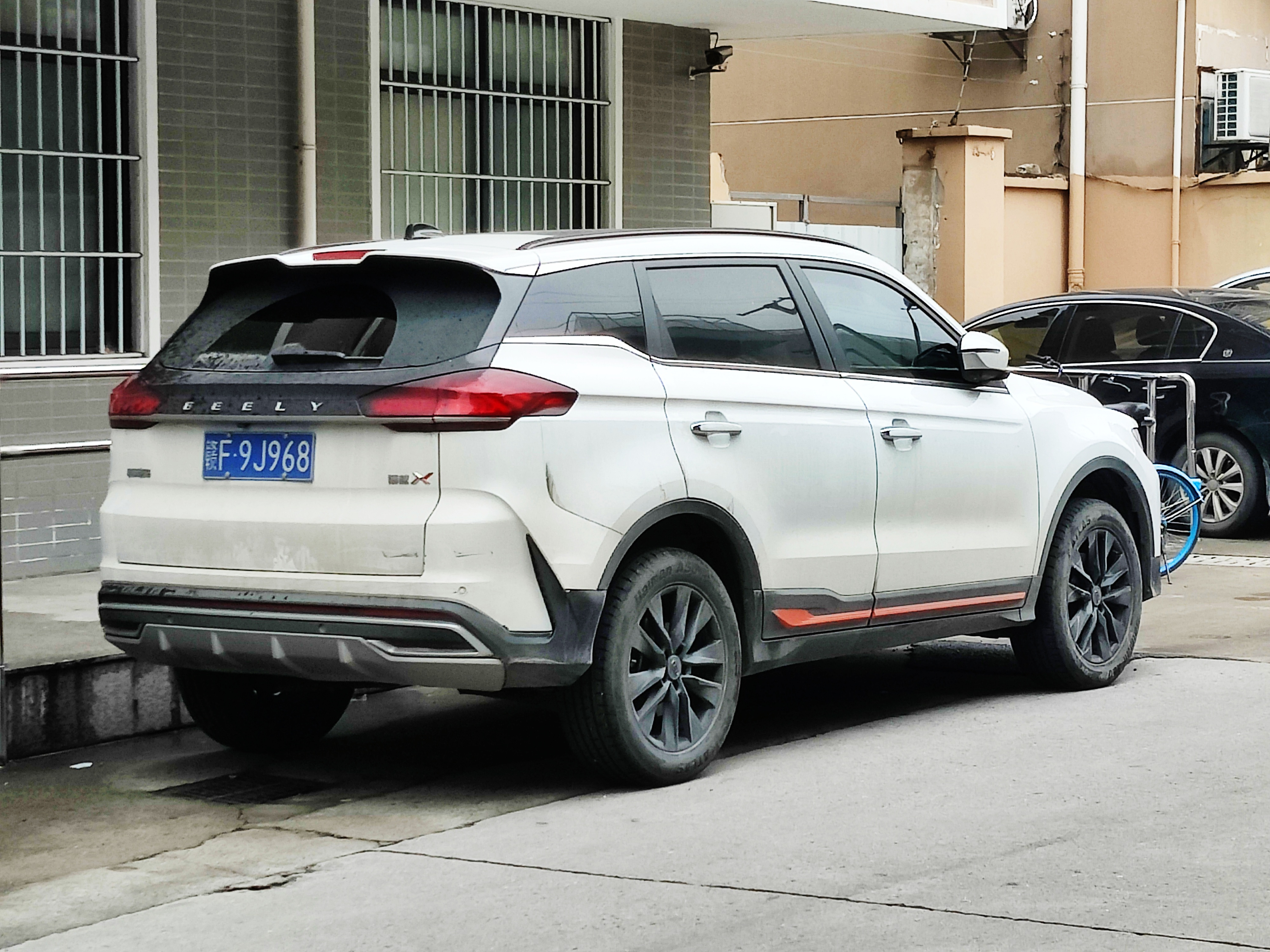
Geely Boyue X сзади

### Третий рестайлинг (2022)
В апреле 2022 года была представлена ещё одна версия кроссовера, которая представляла из себя небольшое обновление (facelift) Geely Boyue. Таким образом на рынке одновременно были представлены две версии автомобиля: Boyue (Atlas facelift) и Boyue Х (Atlas Pro facelift). Обе версии на рынки РБ и РФ официально не поставлялись.

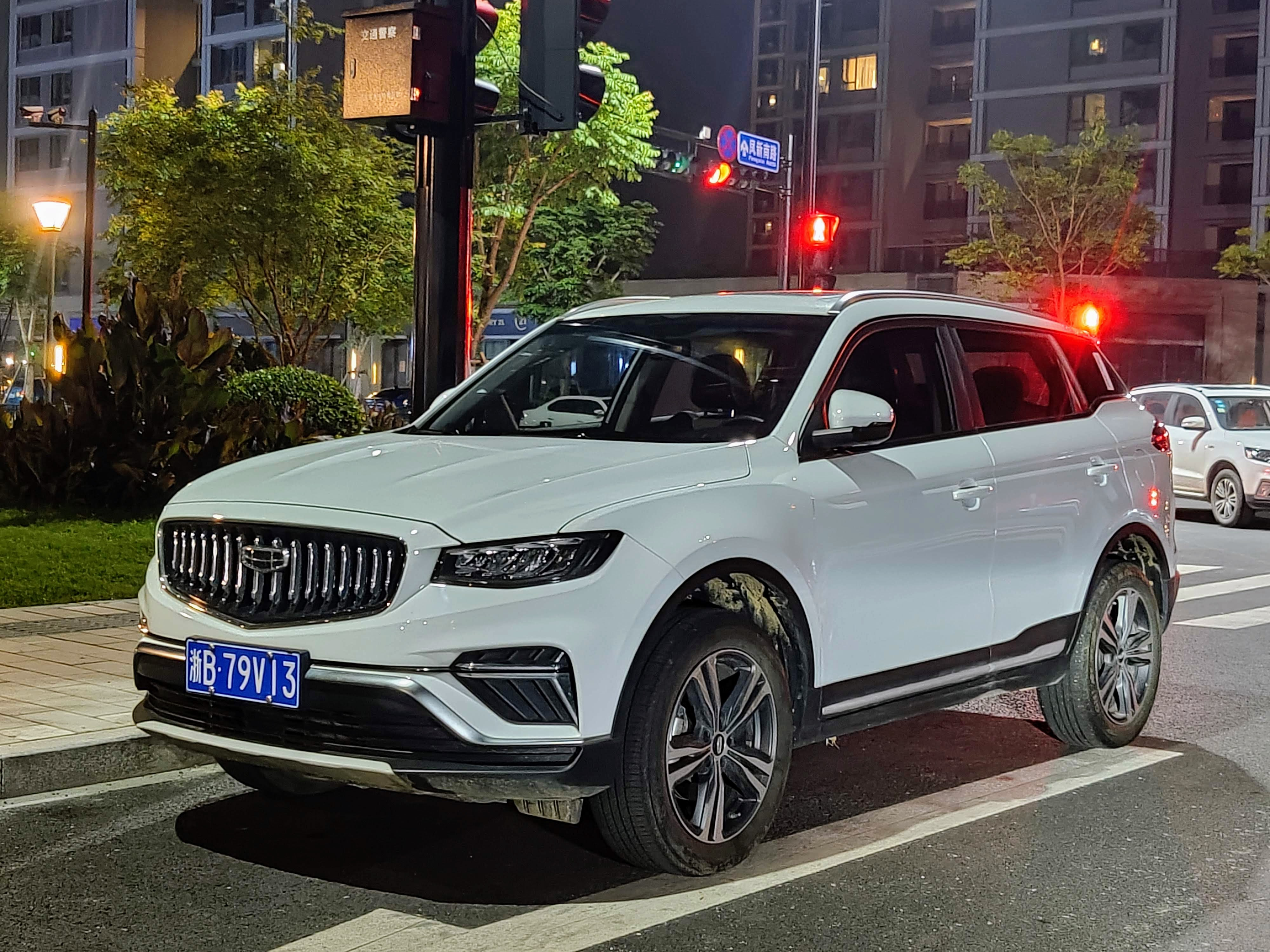
третий рестайлинг спереди
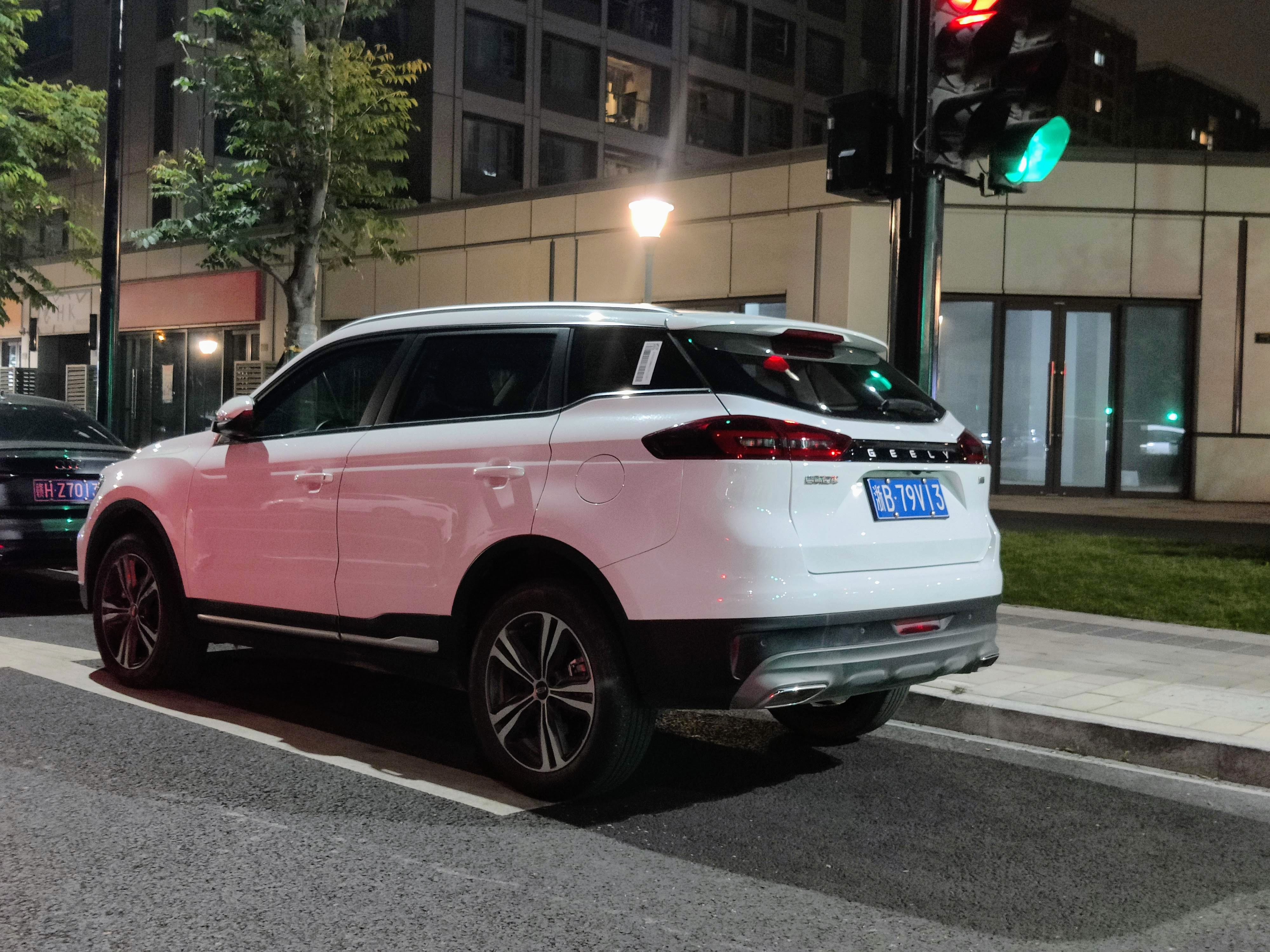
третий рестайлинг сзади

### Другие модификации
- Geely Farizon FX — пикап китайского автоконцерна Geely Automobile на шасси Geely Boyue Pro[10][11][12].

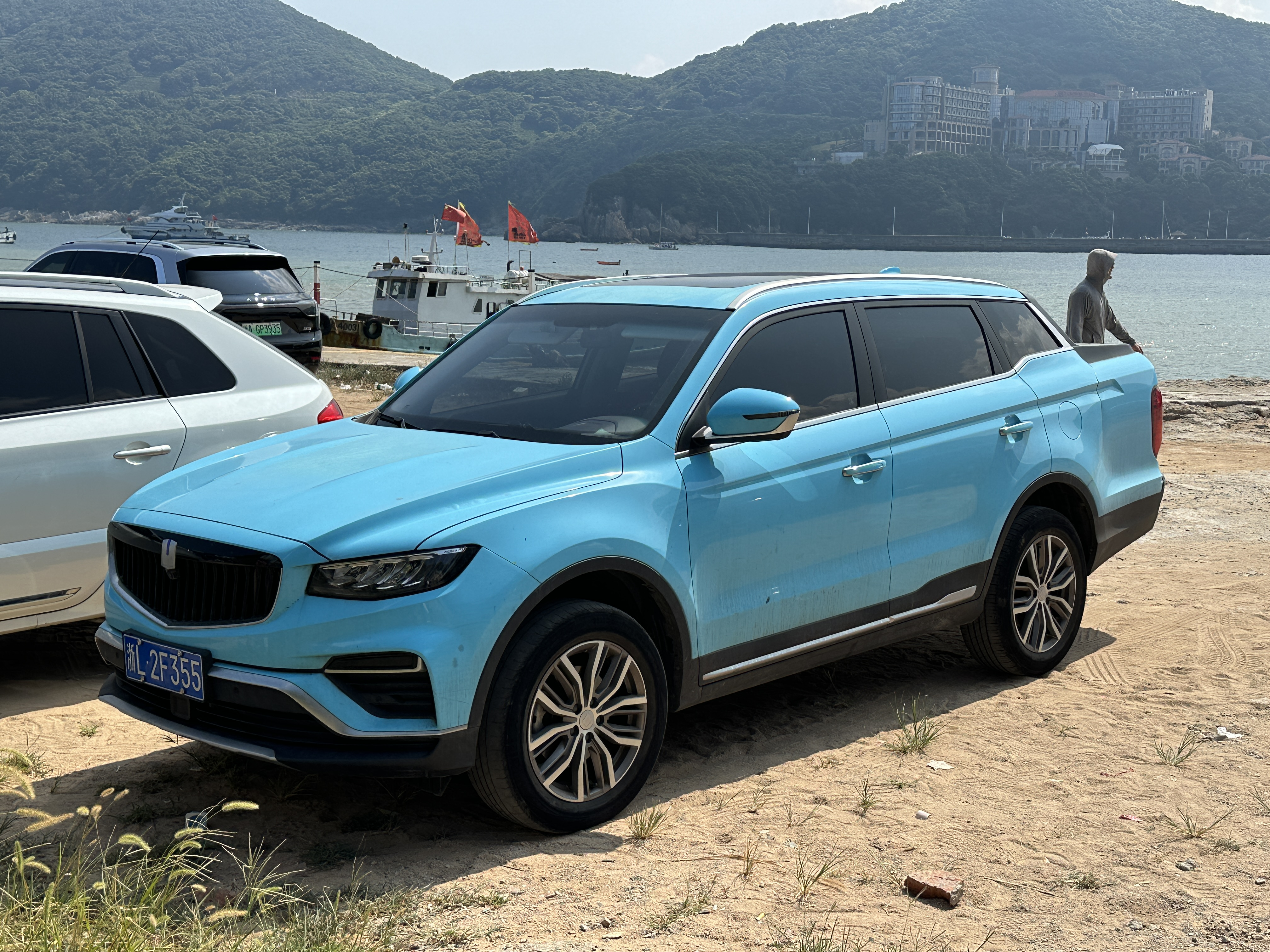
Вид спереди
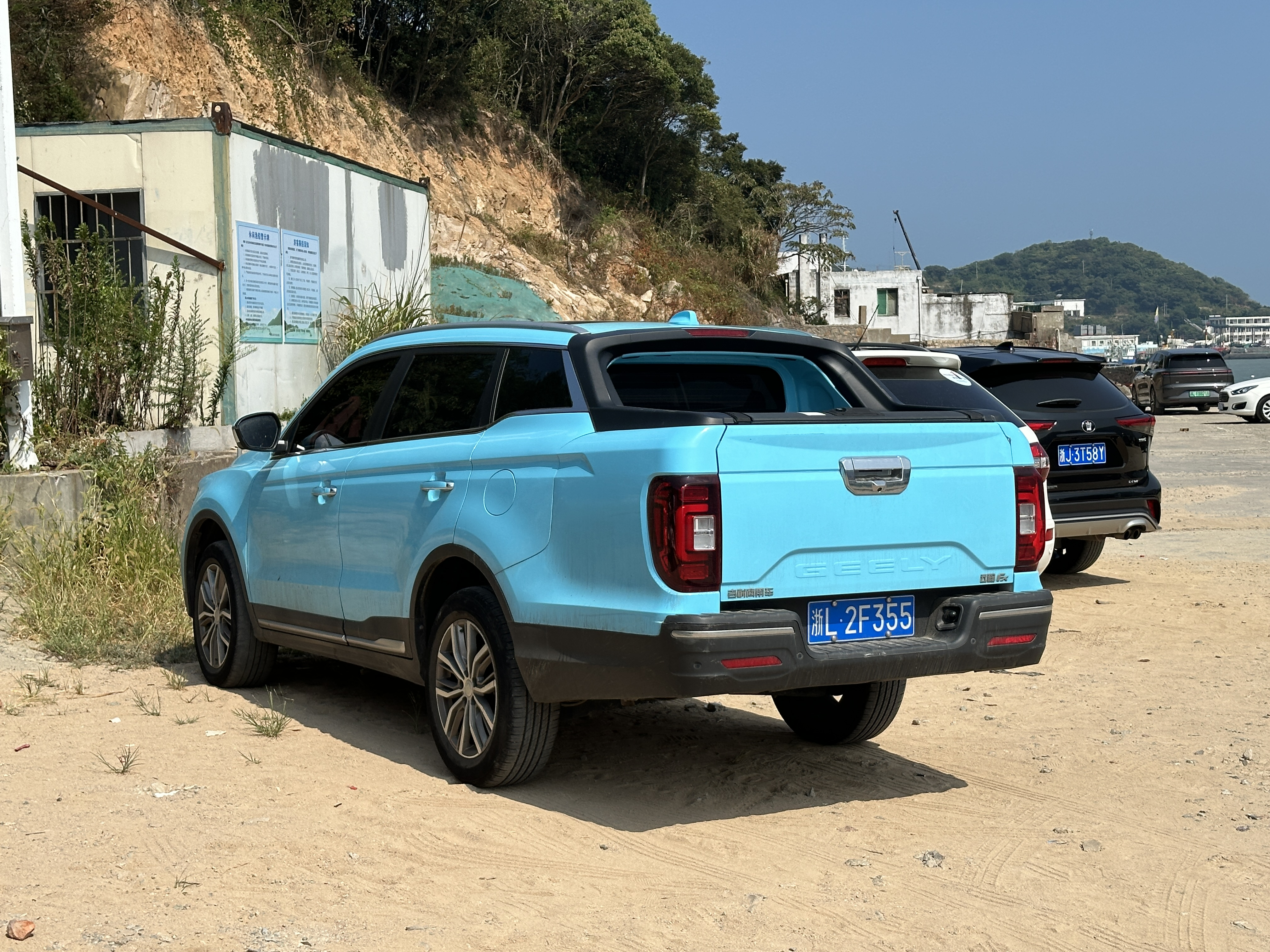
Вид сзади

- С 24 мая 2017 года автомобиль на базе Geely Boyue производится в Малайзии под названием Proton X70[13][14][15][16].

## Второе поколение (2022)
Второе поколение автомобиля дебютировало в Китае в августе 2022 года под названием Geely Boyue L (FX11). В его основу легла модульная платформа CMA, знакомая по Geely Tugella и Volvo XC40. После смены «тележки» кроссовер нового поколения прибавил в габаритах. Его точные размеры составили 4670 х 1900 х 1705 мм при колёсной базе 2777 мм.

На российском и белорусском рынках автомобиль представлен под названием Geely Atlas и оснащён 2-литровым двигателем 4G20TDG на 200 л.с. и 7‑ркпп 7DCT380 либо 8‑акпп TG-81SC в версии с полным приводом.

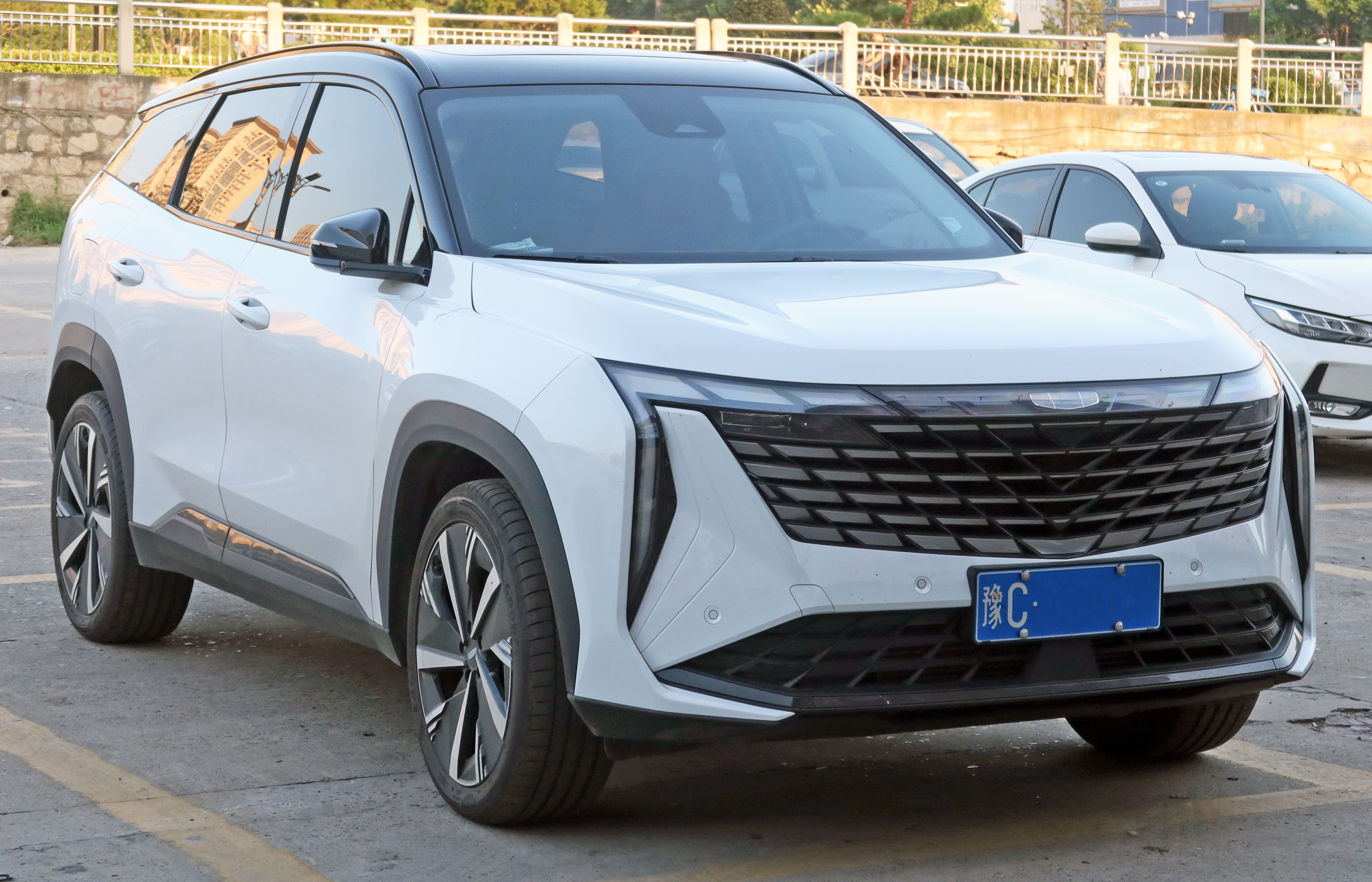
Geely Atlas спереди
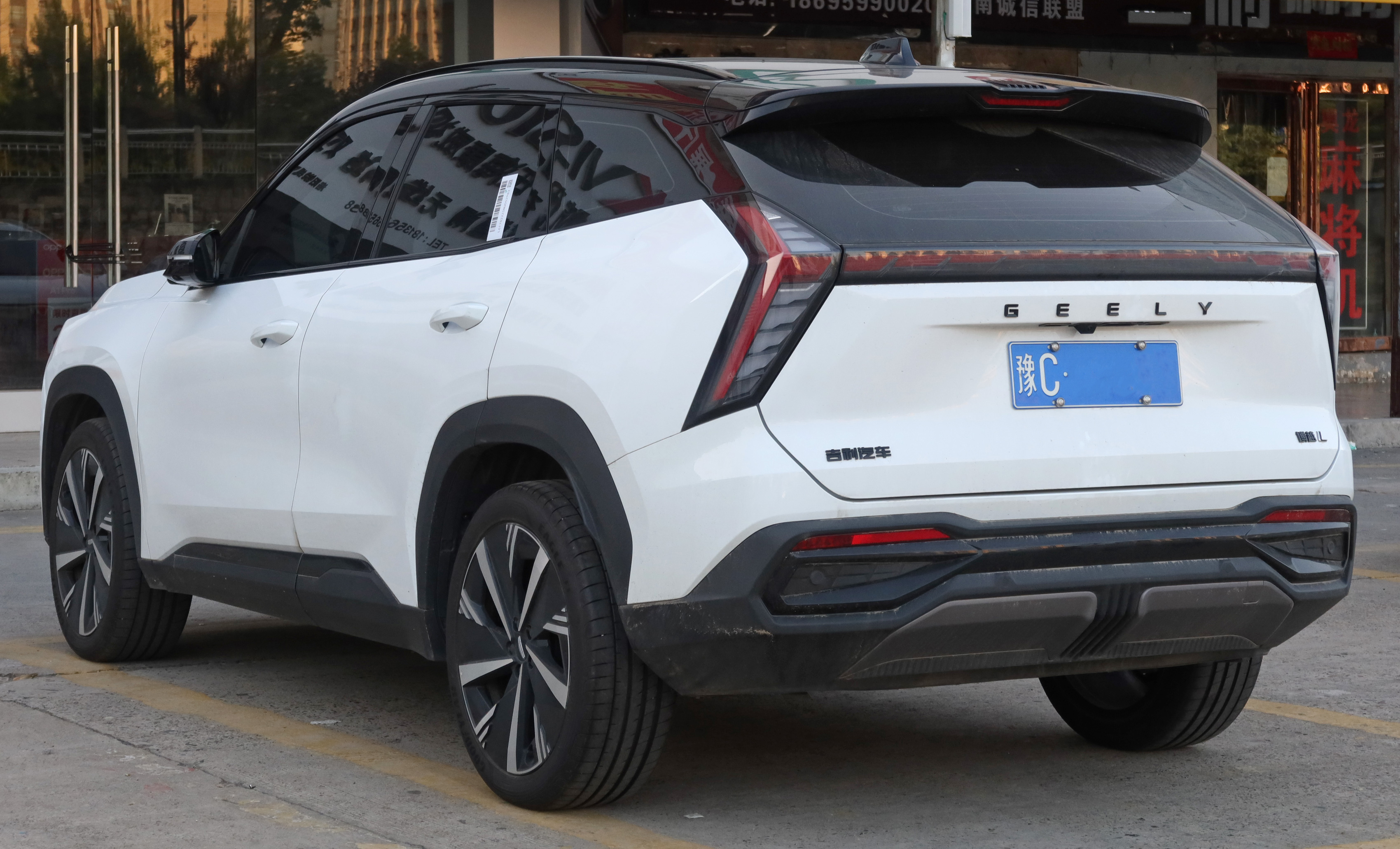
Geely Atlas сзади

### Geely Galaxy L7
Geely Galaxy L7 — это PHEV-вариант Geely Boyue L.

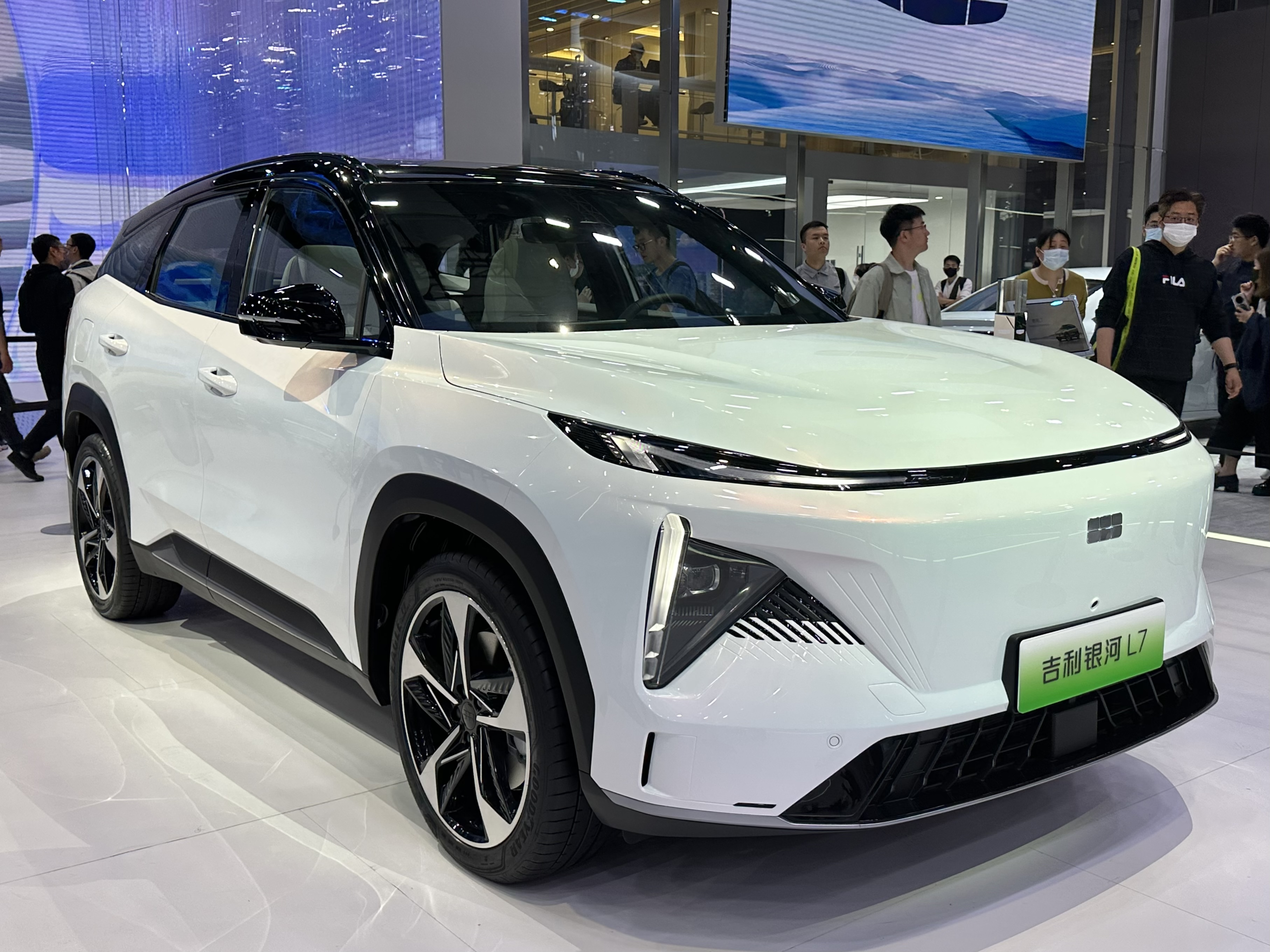
Geely Galaxy L7
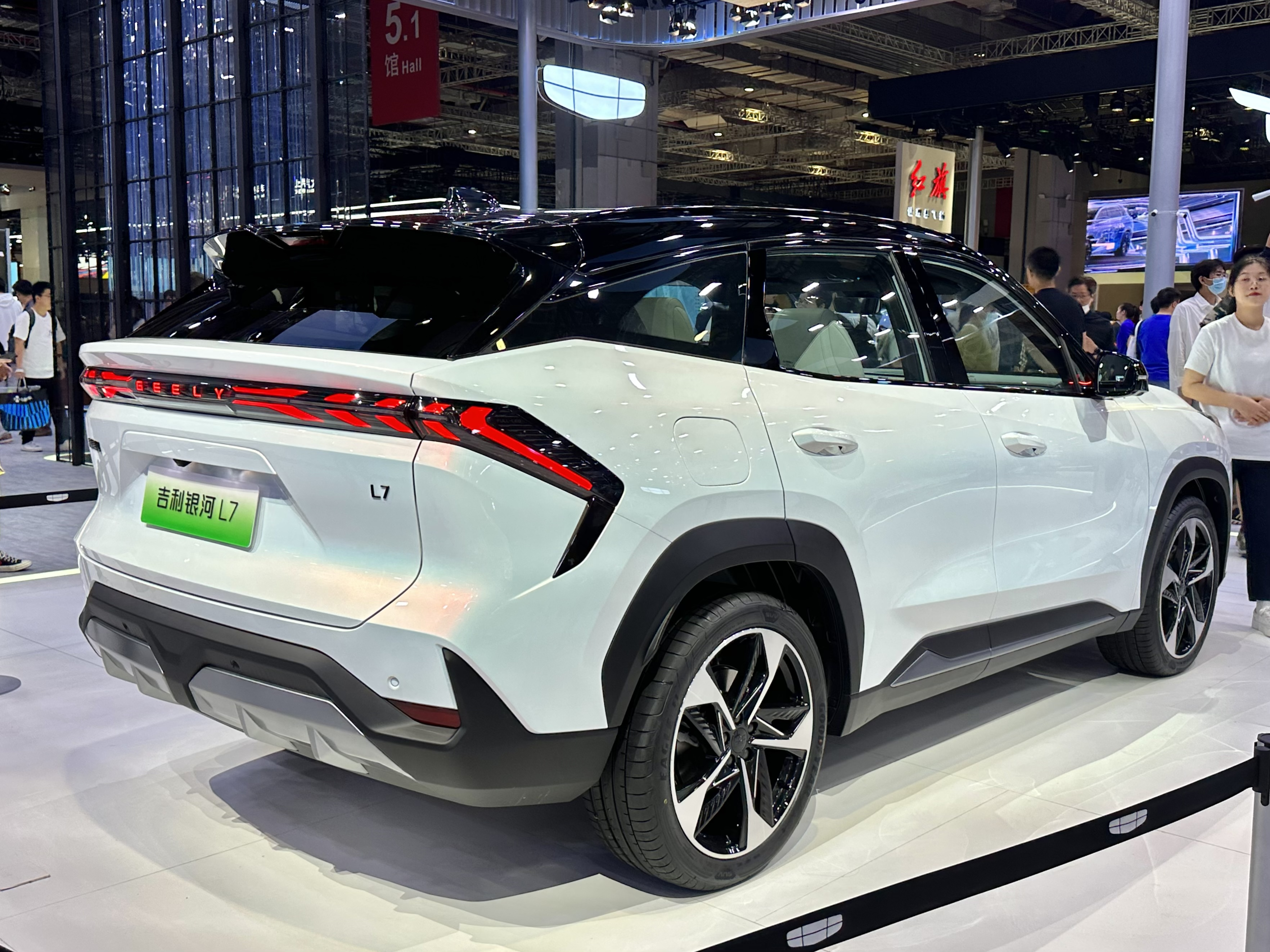
Вид сзади

### Рестайлинг (2025)
Обновлённый Boyue L был представлен в апреле 2025 года с переработанной передней и задней частями, немного увеличенными габаритами и переработанным интерьером. Автомобиль оснащается 1,5-литровым атмосферным двигателем мощностью 133 кВт (178 л. с.) и крутящим моментом 290 Н⋅м или же 2,0-литровым турбированным двигателем мощностью 160 кВт (215 л. с.) и крутящим моментом 325 Н⋅м. Коробка передач — семиступенчатая, с двумя сцеплениями. Передняя подвеска — Макферсон, задняя — многорычажная.

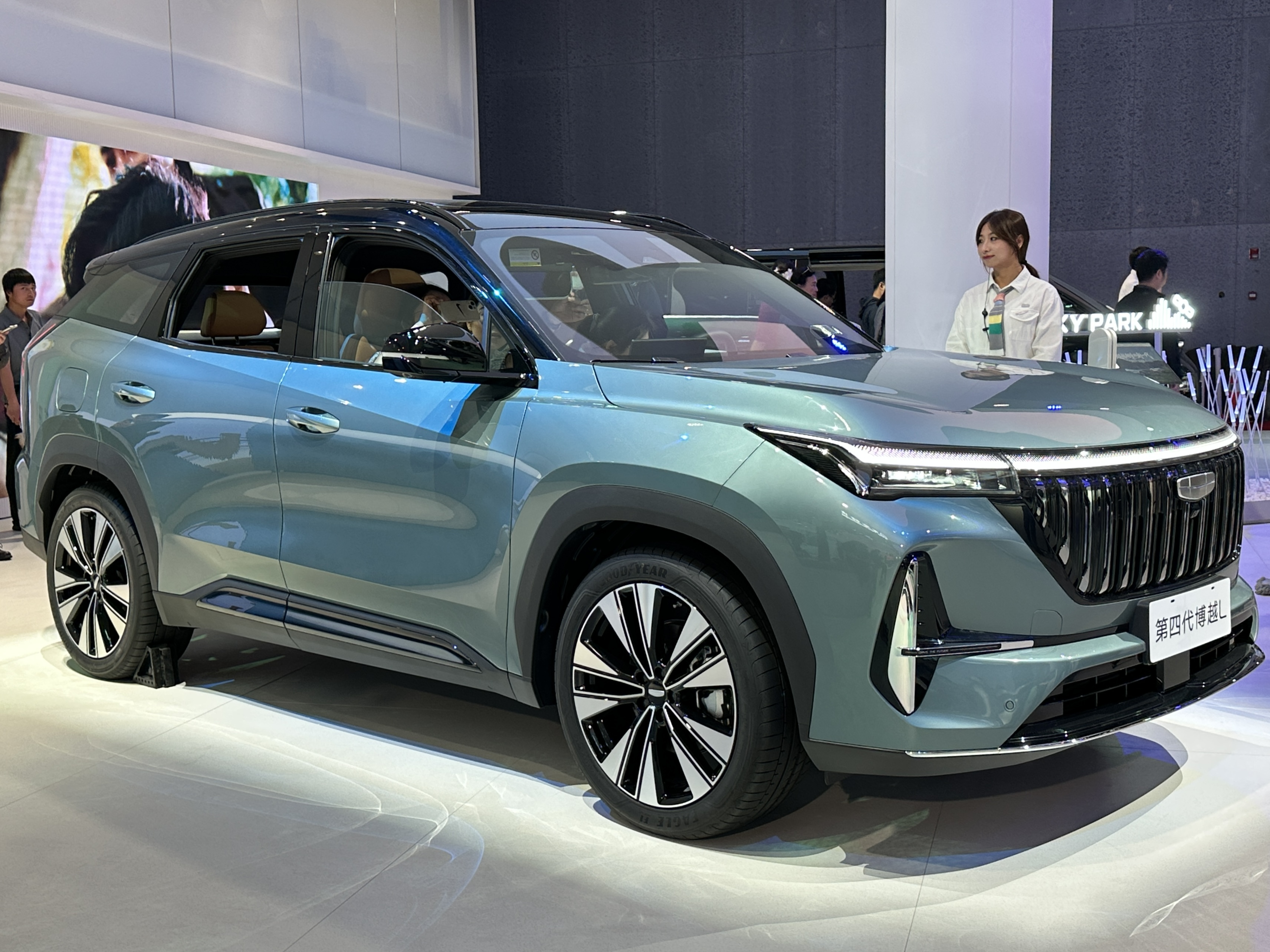
Вид спереди
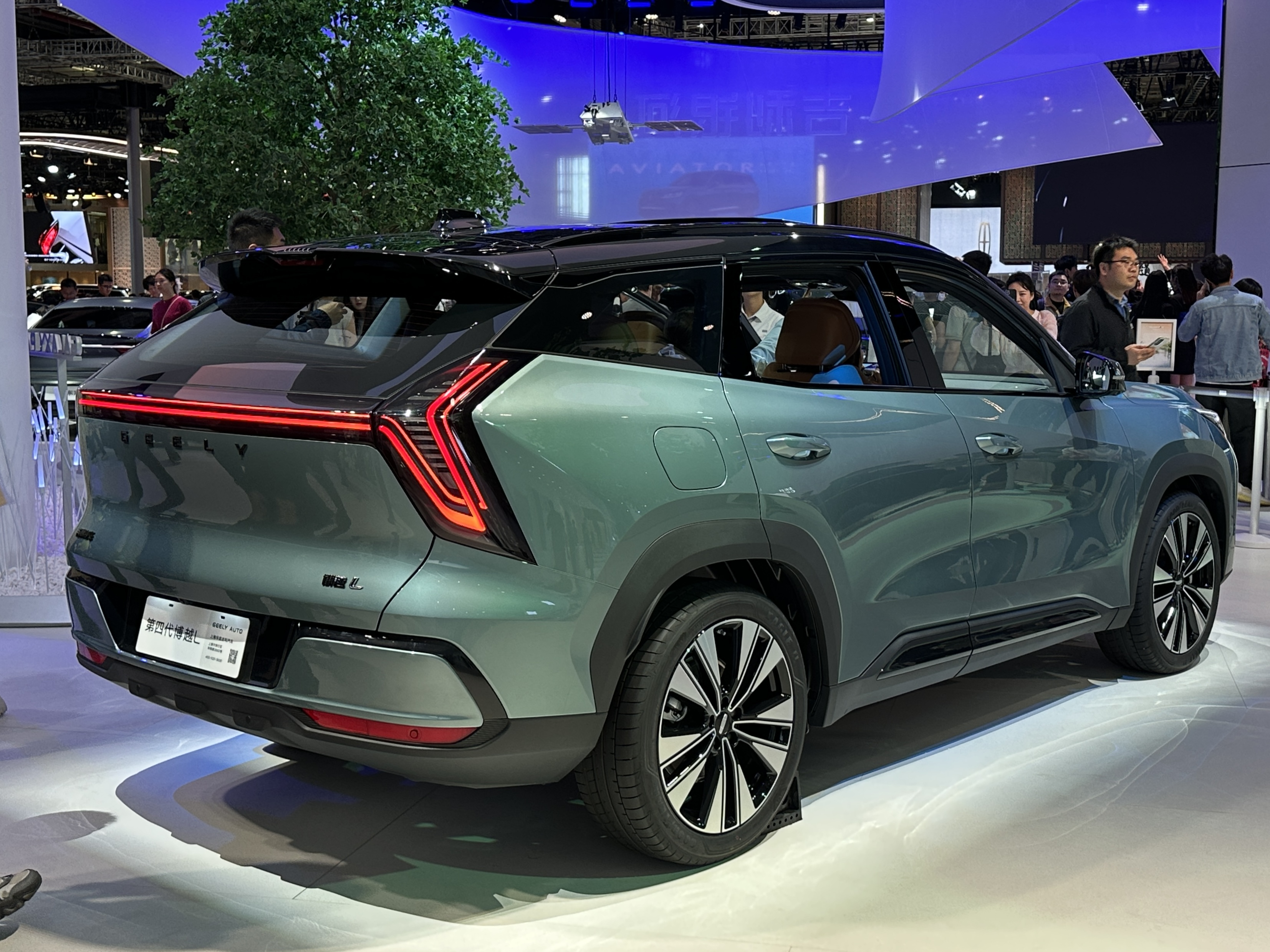
Вид сзади

### Knewstar 002
Knewstar 002 — перелицованная версия Geely Atlas для российского рынка, дебютировавшая в июне 2025 года. После Knewstar 001, это второй автомобиль под брендом Knewstar. В отличие от оригинальной модели (Geely Atlas), дизайн экстерьера Knewstar 002 значительно переработан.
Knewstar 002 оснащён 2,0-литровым бензиновым турбодвигателем мощностью 200 л. с. и крутящим моментом 325 H⋅м. Переднеприводные модели имеют роботизированную коробку передач, а полноприводные — автоматическую. Комплектации: Luxury, Flagship и Flagship Sport.

## Галерея

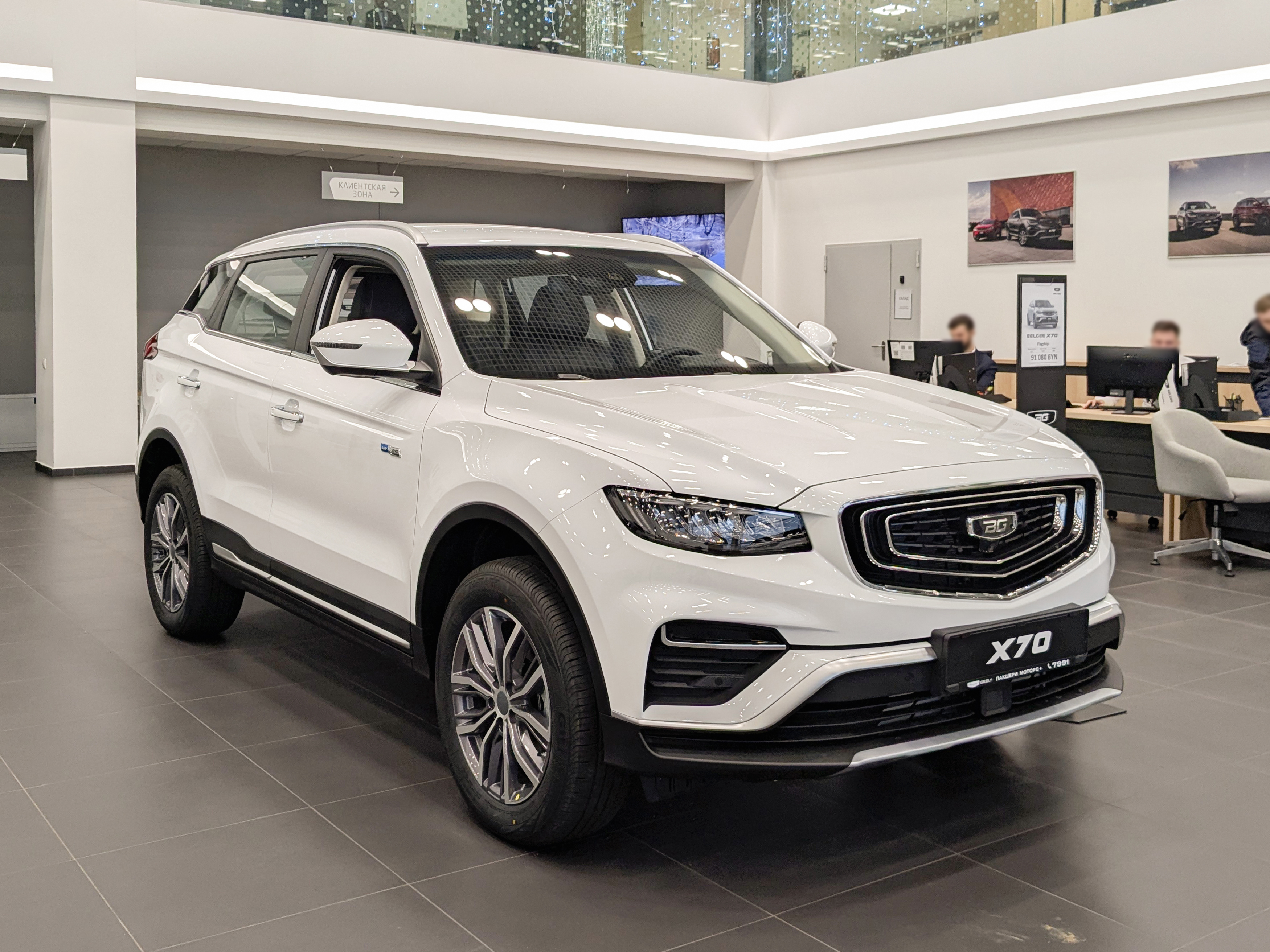
BELGEE X70 спереди
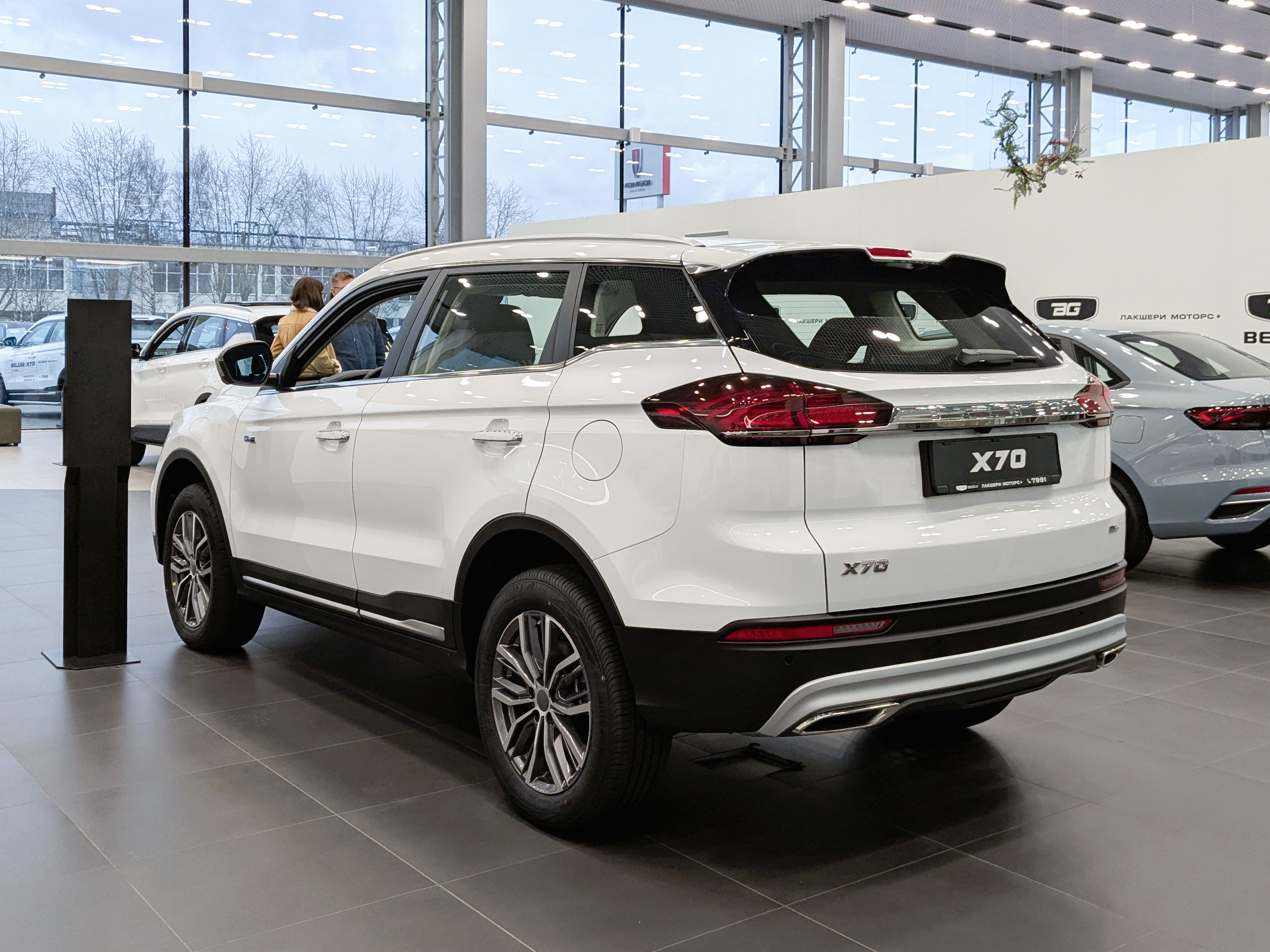
BELGEE X70 сзади
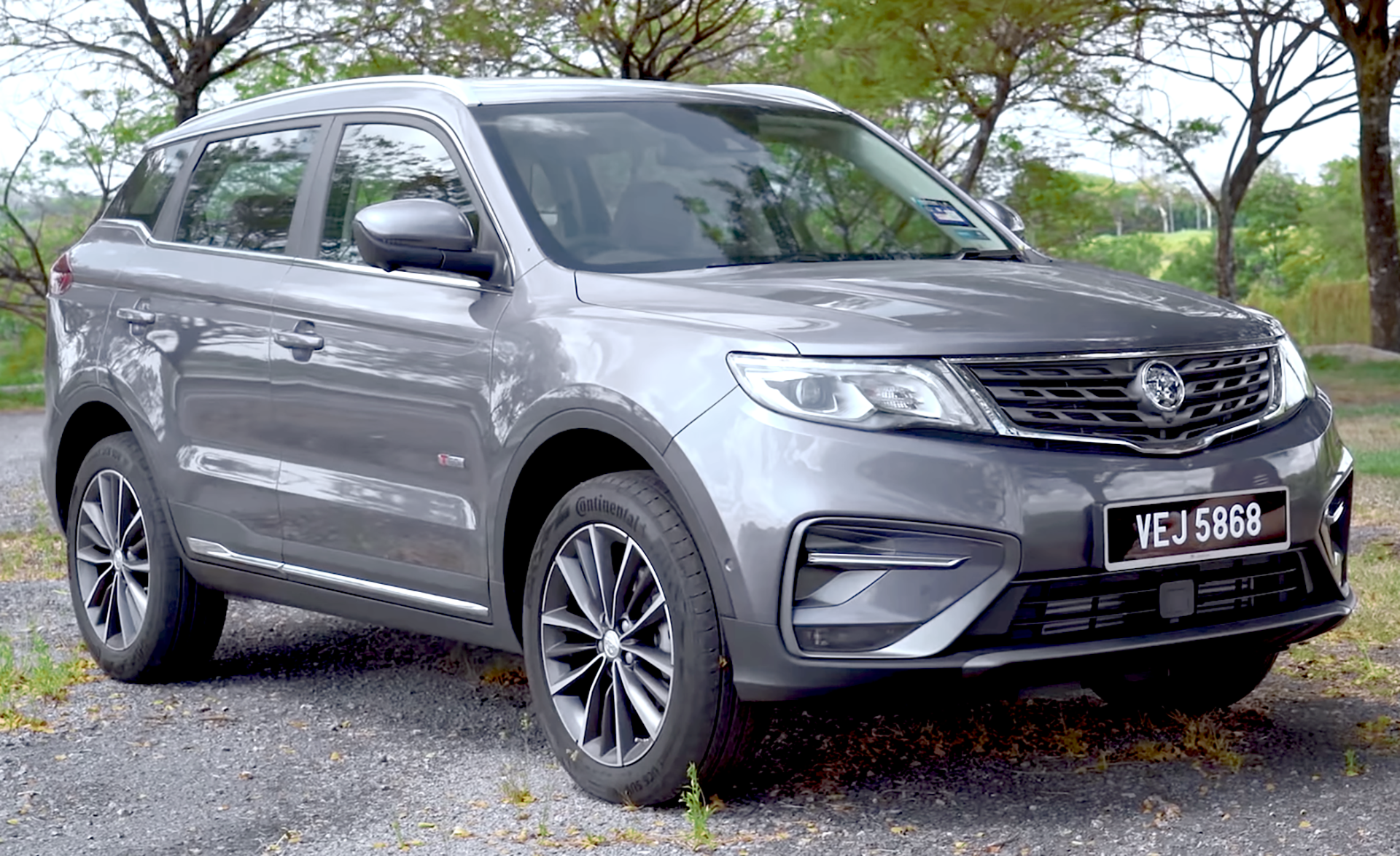
Proton X70

## Продажи
За 2016—2020 год было продано 1124205 автомобилей Geely Boyue и 48275 автомобилей Proton X70.
| Год  | Geely Boyue | Proton X70 |
| ---- | ----------- | ---------- |
| 2016 | 109209      |            |
| 2017 | 286163      |            |
| 2018 | 255695      |            |
| 2019 | 232327      | 26331      |
| 2020 | 240811      | 21944      |